# Gare de Souillac
La gare de Souillac est une gare ferroviaire française de la ligne des Aubrais - Orléans à Montauban-Ville-Bourbon, située sur le territoire de la commune de Souillac, dans le département du Lot, en région Occitanie.
Elle est mise en service en 1889 par la Compagnie du chemin de fer de Paris à Orléans (PO).
C'est une gare de la Société nationale des chemins de fer français (SNCF) desservie par des trains grandes lignes Intercités et régionaux TER Occitanie.

## Situation ferroviaire

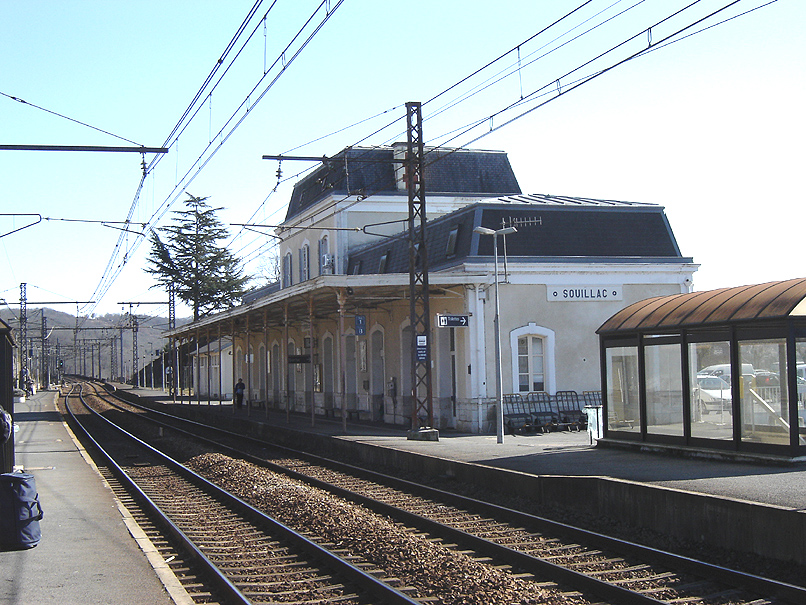
Vue côté voies, du bâtiment voyageurs.

Établie à 126 mètres d'altitude, la gare de Souillac est située au point kilométrique (PK) 537,001 de la ligne des Aubrais - Orléans à Montauban-Ville-Bourbon, entre les gares ouvertes de Gignac - Cressensac et de Gourdon ; s'intercalait la gare de Cazoulès (fermée).
C'est une ancienne gare de bifurcation, origine de la ligne de Souillac à Viescamp-sous-Jallès déclassée jusqu'à Saint-Denis-près-Martel, la gare suivante était celle du Pigeon.

## Histoire

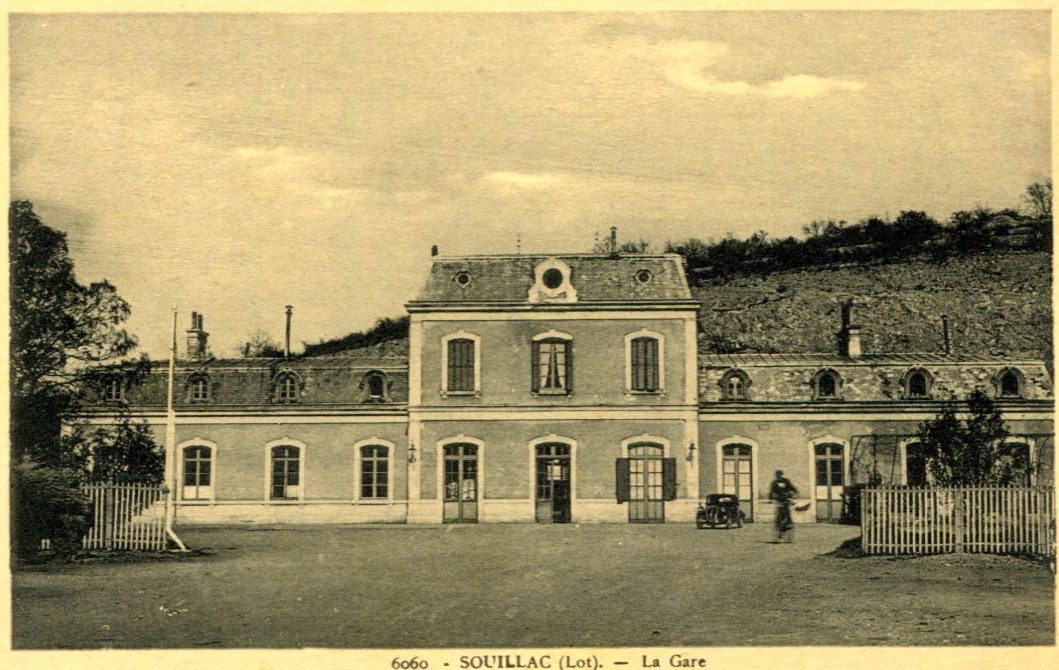
La gare, au début du XXe siècle.

La gare de Souillac est mise en service le 16 juin 1889 par la Compagnie du chemin de fer de Paris à Orléans (PO), lorsqu'elle ouvre à l'exploitation sa ligne de Cazoulès à Saint-Denis-près-Martel.
La gare de Cazoulès lui a été préférée comme gare de bifurcation, du fait qu'elle se situe dans une plaine proche de la Dordogne ce qui va faciliter l'établissement des installations dues à cette fonction, tandis qu'à Souillac la gare est sur une hauteur et l'ajout d'installations aurait un coût nettement plus important.
En 1896, la Compagnie du PO indique que la recette de la gare pour l'année entière est de 201 243 francs.

### Fréquentation
Selon les estimations de la SNCF, la fréquentation annuelle de la gare figure dans le tableau ci-dessous.
| Année               | 2016    | 2017    | 2018   | 2019    | 2020   | 2021    | 2022    | 2023    |
| ------------------- | ------- | ------- | ------ | ------- | ------ | ------- | ------- | ------- |
| Nombre de voyageurs | 109 928 | 111 933 | 96 573 | 109 126 | 82 337 | 105 478 | 136 290 | 176 473 |

## Service des voyageurs

### Accueil
Gare SNCF, elle dispose d'un bâtiment voyageurs, avec guichets, ouvert tous les jours. Gare « Accès plus » elle dispose d'aménagements, équipements et services pour les personnes à la mobilité réduite.
Un souterrain permet la traversée des voies et le passage d'un quai à l'autre.

### Desserte
La gare de Souillac est desservie par des trains Intercités de jour et de nuit, ainsi que par des TER.
Concernant les Intercités, en 2023, la desserte théorique est la suivante : 
| N° train                         | 3605   | 3619  | 3635  | 3645  | 3665, | 3751  |
| -------------------------------- | ------ | ----- | ----- | ----- | ----- | ----- |
| Paris Austerlitz                 | 6h35   | 8h28  | 12h41 | 14h41 | 17h40 | 22h12 |
| Souillac                         | 11h30  | 13h24 | 17h30 | 19h29 | 22h30 | 3h58  |
| Cahors                           | 12h14  | 14h08 | 18h13 | 20h14 | 23h13 | 5h01  |
| Toulouse Matabiau                | 13h23  | 15h21 | -     | 21h23 | -     | 7h05  |
| Régime                           | LMMJVS | TLJ   | TLJ   | TLJ   | TLJ   | VSD*  |
| Composition (nombre de voitures) | 7      | 9     | 14    | 14    | 7     | 10    |

| N° train                         | 3634   | 3638  | 3644   | 3650  | 3654  | 3694  | 3750  |
| -------------------------------- | ------ | ----- | ------ | ----- | ----- | ----- | ----- |
| Toulouse Matabiau                | -      | -     | 7h18   | 10h31 | -     | 16h32 | 22h18 |
| Cahors                           | 6h40   | 8h00  | 8h35   | 11h38 | 12h44 | 17h45 | 23h29 |
| Souillac                         | 7h24   | 8h44  | 9h21   | 12h22 | 13h28 | 18h29 | 0h14  |
| Paris Austerlitz                 | 12h18  | 13h31 | 14h17  | 17h19 | 18h19 | 23h19 | 6h50  |
| Régime                           | LMMJVS | D     | LMMJVS | TLJ   | LMMJV | TLJ   | VSD*  |
| Composition (nombre de voitures) | 14     | ?     | 7      | 9     | 7     | 7     | 10    |

*Les intercités de nuit 3750 et 3751 desservent en situation normale Souillac dans les nuits de vendredi à samedi, samedi à dimanche et dimanche à lundi. Cependant, en raison de travaux de nuit sur la ligne POLT d'octobre à juin chaque année, ce train ne dessert pas Souillac les nuits des vendredis à samedi 9 mois par an, réduisant les circulations à 2 allers-retours par semaine.

Les Intercités desservent les gares de Paris-Austerlitz - Les Aubrais - Vierzon - Issoudun - Châteauroux - Argenton sur Creuse - La Souterraine - Limoges - Uzerche - Brive - Souillac - Gourdon - Cahors - Caussade - Montauban Ville Bourbon - Toulouse-Matabiau.

La gare est également desservie par des trains du réseau TER Occitanie:
- Brive-la-Gaillarde[9]- Cahors - Montauban - Toulouse-Matabiau. Le temps de trajet est d'environ 2 heures 5 minutes depuis Toulouse-Matabiau et d'environ 25 minutes depuis Brive-la-Gaillarde.

#### Evolution de la desserte Intercités
En 2012, la desserte Intercités de Souillac était de 3 allers-retours pour un jour de semaine, des trains supplémentaires existaient le weekend. Un collectif, créé en 2007, milite alors pour l'obtention d'arrêts supplémentaires de trains Intercités dans les gares de Souillac et Gourdon, certains trains étant alors directs entre Brive et Cahors.
En 2015, le rapport Duron sur les Intercités préconise la limitation à 3 allers-retours Intercités prolongés de Brive à Toulouse, condamnant Souillac et Gourdon à 3 allers-retours directs pour Paris par jour. La SNCF décide cependant de ne pas suivre ce rapport et conserve 3 allers-retours Paris-Toulouse (2 le dimanche) et 2 allers-retours Paris-Cahors, en systématisant la desserte des gares de Souillac et Gourdon, obtenant donc 5 dessertes par jour et par sens, en plus de l'Intercités de nuit, circulant uniquement en pointe.
Dans les trois scénarios envisagés concernant l'avenir de la desserte de Souillac, la gare conserverait 5 allers-retours par jour, avec 2 à 3 trains par sens ayant un temps de parcours nettement amélioré, à la suite des travaux et de la réduction du nombre d'arrêts entre Paris et Limoges.
D'après les graphiques du document schéma directeur, la desserte serait la suivante :
- dans le sens Paris - Souillac :
  - Paris 6h20 - Souillac 10h30 ; Paris 9h50 - Souillac 14h30 ; Paris 13h50 - Souillac 18h30 ; Paris 15h50 - Souillac 20h30 ; Paris 18h20 - Souillac 22h30 ;
- dans le sens Souillac - Paris : 
  - Souillac 5h30 - Paris 10h10 ; Souillac 7h30 - Paris 12h10 ; Souillac 8h30 - Paris 12h50 ; Souillac 15h30 - Paris 20h10 ; Souillac 18h30 - Paris 23h10[12].

### Intermodalité
Un parking pour les véhicules y est aménagé, elle est desservie par le Minibus de la ville. Elle est également desservie par des autocars SNCF qui relient la gare à Saint-Denis-lès-Martel.

## Service des marchandises
Souillac est ouverte au service Fret SNCF. Limité aux transports par train en gare, le service est ouvert uniquement au train massif et aux matériaux de viabilité et trains entiers de bois.